# Krisztina Pigniczki
Krisztina Pigniczki, född den 18 september 1975 i Makó, Ungern, är en ungersk handbollstränare och tidigare handbollsspelare.

## Klubblagskarriär
Pigniczki spelade fram till 1993 för den ungerska klubben Szegedi SK. Hon flyttade sedan till Győri ETO KC. 2001 gick hon över till Dunaferr SE. Med Dunaferr vann hon det ungerska mästerskapet 2003 och 2004 och den ungerska cupen 2002 och 2004. När klubben hade ekonomiska problem 2008 flyttade hon till den franska klubben Issy-les-Moulineaux HB.  Hon avslutade elitspelarkarriären efter säsongen 2010–2011. Hon spelade ytterligare tre år i en fransk tredjedivisionsklubb US Alfortville

## Landslagskarriär
Pigniczki  debuterade i landslaget 1998 och vann sitt första landslagsår en bronsmedalj vid EM i Nederländerna. Hon tog två år  OS-silver i damernas turnering i samband med de olympiska handbollstävlingarna 2000 i Sydney. Den största framgången i hennes internationella karriär var att vinna guldmedaljen vid EM 2000. Hon vann också silvermedaljen vid VM 2003 och bronsmedaljen vid EM 2004 på hemmapålan. Hon representerade Ungern vid OS 2004 i Aten och vid OS 2008 i Beijing. Pigniczki gjorde 157 landskamper för det ungerska landslaget och gjorde 232 mål.

## Tränarkarriär
Pigniczki var i slutet av sin karriär som ungdomstränare i Issy-les-Moulineaux. Efter totalt sju år utomlands återvände hon hem 2015, varefter hon arbetade som ungdomstränare på Győri ETO KC.  Ett år senare flyttade Pigniczki till det ungerska handbollsförbundet, där hon blev assisterande tränare i ungdomssektorn. Hon skördade framgångar i ungdomsmästerskapen. I september 2021 flyttade Pigniczki till tränarstaben för det ungerska seniorlandslaget, där hon också tog över posten som assisterande tränare.

## Meriter i klubblag
- Nemzeti Bajnokság (ungerska ligan)
  -  2003, 2004
- Magyar Cupa (Ungerska cupen)
  -  2002, 2004